# Cordia leucocephala
Cordia leucocephala là loài thực vật có hoa trong họ Mồ hôi. Loài này được Moric. mô tả khoa học đầu tiên năm 1847.